# Zeamet
Zeamet je bio oblik timara u širem smislu. Spadao je u skupinu prihoda viših od timara u užem smislu. Obuhvaćao je skupinu prihoda od 20.000 do 100.000 akča. Vlasnik zeamet nosio je naslov age.